# Anna Kuzniková
Anna Kuzniková (även Kuzničková, ogift Fusková), född 24 augusti 1905 i dåvarande Österrike-Ungern; död (uppgift saknas); var en tjeckoslovakisk friidrottare med löpgrenar som huvudgren. Kuzniková var en pionjär inom damidrott, hon var tjeckoslovakisk mästare i friidrott och blev medaljör vid damolympiaden 1931.

## Biografi
Anna Kuzniková föddes 1905 i östra Tjeckien, under ungdomstiden var hon aktiv friidrottare och gick senare med i idrottsföreningen "Sportovní klub Beskyd Orlová" Orlová i östra Tjeckoslovakien, senare övergick hon till "Sportovní klub Slavia Praha" i Prag.
Hon tävlade främst i kortdistanslöpning och stafettlöpning men även i häcklöpning och längdhopp. 1924 låg hon på tjeckoslovakiska topp-11 listan för årsbästa i löpning 100 meter, topp-12 i häcklöpning (83 m) och topp-13 i löpning 200 m.
1929 deltog Kuzniková vid sina första tjeckoslovakiska mästerskapen (Mistrovství ČSR) 14 juli i Prag, hon tog guldmedalj i löpning 100 meter och silvermedalj i längdhopp.
1930 blev hon tjeckoslovakisk mästare både i stafettlöpning 4 x 100 meter (klubblag "SK Slavia Praha", med Kuzníková, Zdeňka Ambrozková, Marie Houdková och Anna Hřebřinová) och 4 x 200 meter (klubblag "SK Slavia Praha", med Kuzníková, Libuše Dudová, Marie Houdková och Anna Hřebřinová) med tiden 1:55.3 minuter vid tävlingar 19 juni i Prag. Hon tog även silverplats i löpning 100 m och bronsplats i längdhopp. Segertiden i stafett 4x200 m var också tjeckoslovakiskt nationsrekord. Senare samma år satte hon även nationsrekord i stafettlöpning 4 x 100 meter (landslaget/státní družstvo, med Kuzníková, Hřebřinová, Smolová och Krausová) med tiden 51.7 sekunder vid tävlingar 31 augusti i Prag.
Senare samma år deltog hon vid den tredje damolympiaden 6-8 september i Prag, Hon tävlade i löpning 100 m men blev utslagen under kvaltävlingarna,
1931 deltog Kuzniková vid den internationella tävlingen i friidrott för damer på Olimpiadi della Grazia 29-31 maj i Florens. Under tävlingen vann hon bronsmedalj i stafettlöpning 4 x 75 meter (med Anna Hrebrinova, Rudolfa Krausová, Zdena Smolová och Anna Kuzniková som fjärde löpare) samt bronsmedalj i stafett 4 x 175 meter (med samma besättning). Hon tävlade även i löpning 100 m där hon slutade på en fjärdeplats.
Senare drog Kuzniková sig tillbaka från tävlingslivet.